# Wucher

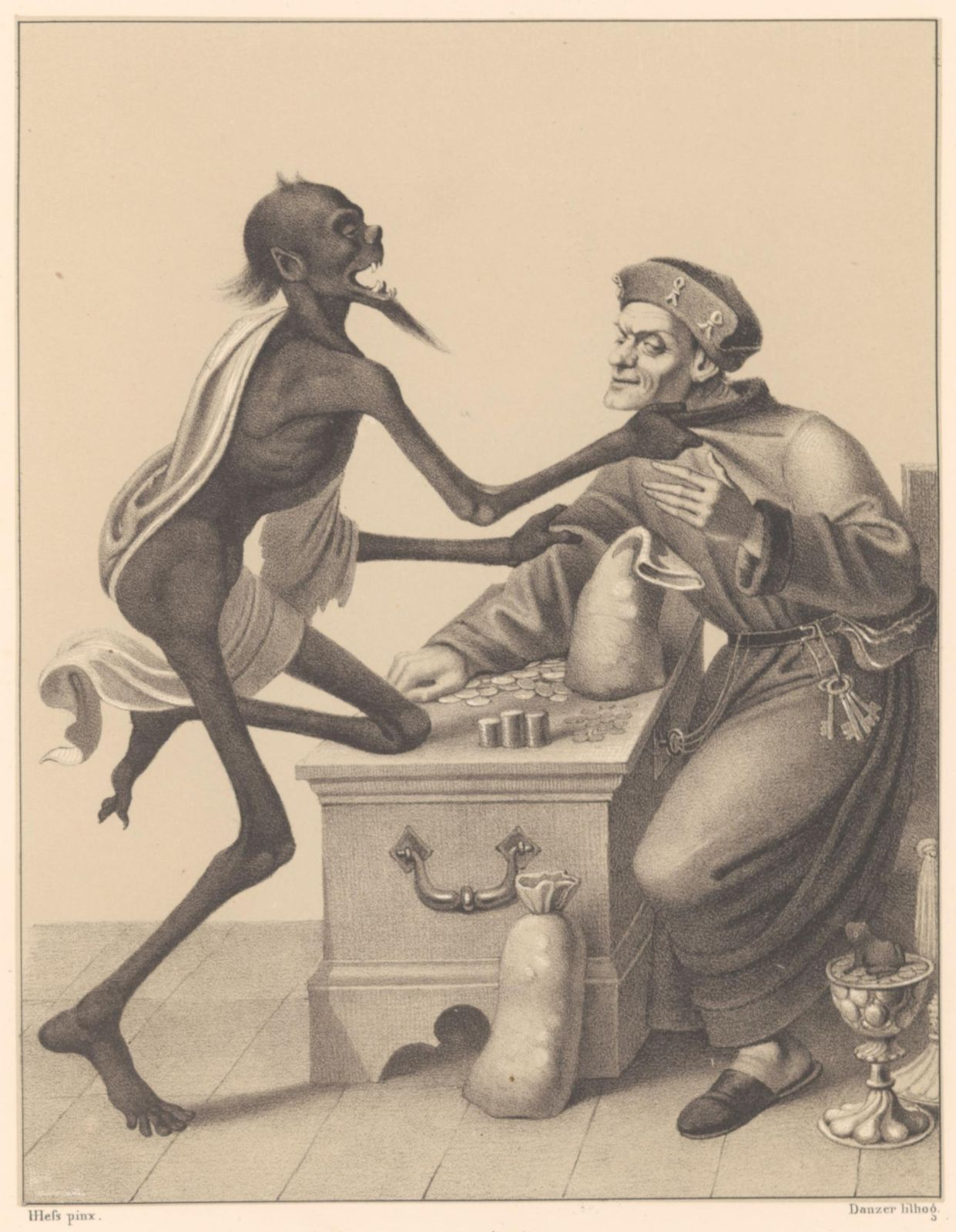
Bild aus dem Basler Totentanz von Hieronymus Hess (1840): Tod und Wucherer

Wucher bezeichnet das Angebot einer Leistung zu einer deutlich überhöhten Gegenleistung unter Ausnutzung einer Schwächesituation eines Vertragspartners. Ursachen können zum Beispiel in einer Notlage oder in einer asymmetrischen Informationsverteilung zu Lasten eines Vertragspartners liegen. An Wucher können zivil- und strafrechtliche Folgen geknüpft sein. In einem auf Privatautonomie aufgebauten Privatrechtssystem ist die Wucher-Verfolgung damit die Ausnahme der staatlichen Preiskontrolle.
Lange Zeit verstand man unter Wucher nur den Zinswucher, gegen den sich die ersten Wuchergesetze auch nur richteten.

## Etymologie
Das Wort Wucher geht auf althochdeutsch wuohhar zurück, was „Frucht, Ernte, Ertrag, Gewinn, Lohn, Erfolg“ bedeutete; im Mittelhochdeutschen kommen die Bedeutungen „Kind, Zuchtvieh; übermäßige und unerlaubte Zinsen“ hinzu. Der heutige abschätzige Wortgebrauch ist damit erst sekundär. Die weitere Herkunft des Wortes ist aber unklar. Herkömmlich wird ein Anschluss an die indogermanische Wurzel *u̯ōg- und damit an die Dehnstufe der (beispielsweise dem deutschen Wort wachsen zugrunde liegenden) Wurzel *(a)u̯eg-, *aug- „vermehren, zunehmen“ postuliert.

## Historische Entwicklung

### Israelitisches Recht
Die ältesten überlieferten Regelungen zum Wucher finden sich im Alten Testament: In Lev 25,36  und Ps 15,5  werden Zinsen und Wucher verboten. An anderer Stelle wird sogar mit dem Tod gedroht, wenn Zinsen und Wucher dennoch eingesetzt werden (Ez 18,13 ). Eine Zinsbelastung hätte  zur damaligen Zeit schnell zum finanziellen Ruin geführt und wurde als Ausbeutung in einer Notlage gesehen. Wer in Not war, sollte auf die Solidarität seiner Umgebung zählen können, wobei die mosaische Agrarverfassung das Ziel der Gleichheit aller Stammesgenossen hatte, was durch das Zinsverbot gefördert wurde. Dass die ihnen bekannten Fremden und Andersgläubigen dagegen in der Regel Händler aus anderen Gebieten waren, denen das Geld meist nicht in einer Notlage geliehen wurde, sondern um es durch Geschäftstätigkeit zu vermehren, hebt das Gesetz nicht auf.

### Römisches Recht
In der Frühzeit der Römischen Republik gab es keine Regelungen zur Höhe der Zinssätze oder zur Einschränkung des Wuchers. Da die meisten Schuldner für Kredite keinerlei Sicherheiten hatten außer sich selbst, gerieten viele in Schuldknechtschaft (siehe Hauptartikel: nexum). Die Patrizier missbrauchten ihre wirtschaftliche und gesellschaftliche Überlegenheit und trieben mit Zinssätzen von 50 oder 100 %, teilweise auch mehr, immer mehr der kreditnehmenden Kleinbauern in die Unfreiheit. Die Plebejer erkämpften sich dann um 450 v. Chr. im Ständekampf die Gleichstellung mit den Patriziern. Gleichzeitig wurden die jährlichen Zinsen auf 10 % beschränkt. Darüber liegende Forderungen wurden als Wucher bestraft, und zwar strenger als Diebstahl. Das Gesetz blieb allerdings wirkungslos. Da es nur für Römer galt, wurden von den Patriziern Fremde als Strohmänner zwischengeschaltet. Auch wurde ein Kreditvertrag bei einem Gesetzesverstoß nicht wirkungslos, so dass säumigen Schuldnern weiter die Schuldknechtschaft drohte. Allein diese Gefahr hielt die meisten davon ab, die Strafe für Wucherer einzuklagen. In den Notzeiten während des ersten Samnitenkriegs wurde mit der Lex Genucia 342 v. Chr. das Zinsnehmen gänzlich verboten.
Obwohl das Verbot seine Berechtigung in der bäuerlichen Gesellschaft hatte, konnte es sich im vergrößerten Römischen Reich mit dem blühenden Handel und Geldverkehr nicht halten. Anstelle des formenstrengen und von daher schwerfälligen nexum trat das mutuum. Dieses war ursprünglich als zinsloses Freundschaftsdarlehen gedacht, wurde dann aber zur Umgehung des Zinsverbots genutzt. Dadurch geriet das Zinsverbot im praktischen Geschäftsleben in Vergessenheit. Überliefert ist, dass 89 v. Chr. der Praetor Aulus Sempronius Asellio von Gläubigern erschlagen wurde, als er die alten Wuchergesetze anwenden wollte. Gegen Ende der Republik wurde dann für das mutuum ein Höchstzinssatz von 1 % pro Monat festgelegt. Klagen aufgrund dieses Gesetzes waren nur zivilrechtlich möglich.
Wucher blieb weiterhin allgegenwärtig. Wegen billiger Getreideeinfuhren verarmten die einheimischen Kleinbauern und mussten ihre Höfe an Großgrundbesitzer verkaufen, welche Viehhaltung, Öl- und Weinbau betrieben. Die Arbeit auf diesen Latifundien verrichteten Sklaven, sodass die ehemaligen Kleinbauern in die Stadt Rom ziehen mussten, wo sie als besitzlose Proletarier meist vom Almosen lebten.
Kapitalbesitzer verliehen ihr Geld in außeritalienische Provinzen, für die keine Zinsbeschränkung galt. Aus der Gruppe der Plebejer bildete sich eine neue Unternehmerschicht, welche mit Spekulations- und Wuchergeschäften schnelle Gewinne realisierte. Es galt nicht als ehrenrührig, die Provinzen auszubeuten. Salamis beispielsweise erhielt von Marcus Iunius Brutus ein Darlehen zu 48 % Zinsen per anno  zur Zahlung seiner Abgaben an Rom. Durch Wucher und Steuerpacht gelangte fast alles Geld in die Hände weniger Geldaristrokaten, die es allerdings nicht sinnvoll wirtschaftlich einsetzten, sondern in erster Linie für Wahlbestechungen, Ämterkauf und Luxus benutzten. Die Masse der Bevölkerung blieb arm. Der Wucher war dafür verantwortlich, dass die römische Gesellschaft aus wenigen sehr Reichen und überwiegend Besitzlosen bestand. Es konnte sich kein Mittelstand bilden.

### Germanisches Recht
Die frühen Germanen kannten laut der Überlieferungen von Tacitus keine Zinseinnahmen und auch keinen Wucher. Das Wort Wucher (gotisch wōkrs) bedeutete Ertrag des Bodens und der Frucht. Das änderte sich, als Römer mit ihnen Handel trieben.

### Kanonisches Recht
Die  frühen Kirchenväter sahen im Zinseinnehmen kirchenrechtlich zu bestrafenden Wucher, weil dadurch Schwache ausgenutzt würden und es daher gegen das Gebot der Barmherzigkeit und Nächstenliebe verstoße. Sie begründeten dies mit einer Stelle der Bergpredigt:

„Wenn ihr denen leiht, von denen ihr es wieder zu erhalten hofft, welchen Dank habt ihr da? Denn auch Sünder leihen Sündern, um das gleiche zurückzuerhalten. Vielmehr liebet Eure Feinde, tut Gutes, ohne etwas zurückzuerwarten.“

Obwohl die Bibelstelle nicht eindeutig ist und auch bedeuten könnte, nicht nur denen zu leihen, welche auch zurückzahlen können, wurde 325 beim Ersten Konzil von Nicäa ein Zinsverbot für Geistliche beschlossen. Diese waren zu der Zeit im Römischen Reich die Hauptkreditgeber und galten deshalb auch als die größten Wucherer. Papst Leo der Große erweiterte den Geltungsbereich dieses Verbotes 443 auf alle Gläubigen. Die Regelung wurde auch von weltlichen Gerichten übernommen, bis sie in der nachkarolingischen Zeit mehr und mehr umgangen und nicht mehr befolgt wurde. Nach den Wirren der Völkerwanderung hatte die Kirche durch Almosen und auch verschärfte Wuchergesetze versucht, den Ärmsten zu helfen. Dazu war sie allerdings auf die Pachtzinsen, Zehnten und Abgaben ihrer Untergebenen angewiesen. Die verarmten Bauern konnte diese nach den Verwüstungen durch die Ungarn, Normannen und Araber nicht mehr zahlen, und die Kirche war gezwungen, selbst Kredite aufzunehmen, die oft nur zu Wucherzinsen vergeben wurden. Um dagegen anzugehen, erneuerte sie das Wucherverbot, was sie anfangs nur schwer durchsetzen konnten. Im Konzil von Vienne wurde 1312 festgelegt, dass schon die Duldung von Zinseinnahmen Häresie sei. Da die Kirche aber selbst auch Geld leihen musste, konnte sie Zinsen nicht gänzlich verbieten. Sie legte allerdings fest, was erlaubt ist und was verbotener Wucher ist. Dadurch schützte sie sich und ihre Macht nicht nur selbst, sondern bewahrte auch viele Menschen vor dem wirtschaftlichen Ruin.
Die Höhe des erlaubten Zinses variierte stark im Laufe der Zeit und war vom Ort anhängig. Im frühen Mittelalter galt ein Zinssatz von 12 % als zulässig, zwischen dem Jahr 1000 und dem 13. Jahrhundert galten bis zu 33 ⅓ % als zulässig,  in Venedig im 13. Jahrhundert betrug der Höchstsatz zwischen 5 % und 8 %, in Florenz, Pistoia und Lucca bis 40 %  und in England im 13. Jahrhundert zwischen 12 % und 33 ⅓ %.
Ab dem 16. Jahrhundert mit vermehrter Handelstätigkeit, bei dem für die Kaufleute Geld ein Handelsgut wie andere war, mit welchem sie Gewinne erzielen wollten, wurde auf verschiedenste Weise versucht, das Zinsverbot zu umgehen. Um sich nicht unglaubwürdig zu machen, wurden von der Kirche daraufhin häufige Umgehungsformen wie der Wechsel und der Rentenkauf erlaubt. Faktisch vollständig außer Kraft gesetzt wurde das Zinsverbot in der folgenden Zeit durch weltliche Gesetze, in denen die Herrscher Höchstzinssätze festlegten. Das ohnehin seit Jahrhunderten durchlöcherte kirchliche Verbot war spätestens ab dem 19. Jahrhundert im Geschäftsleben bedeutungslos.
Das Zinsverbot wird seit 1913 im kirchlichen Gesetzbuch (Codex Iuris Canonici) nicht mehr erwähnt.

### Entwicklung des deutschen Rechts
Eine Rechtsauffassung zum Wucher entstand auf deutschem Gebiet erst im Gefolge der Christianisierung. Anfangs galt das kanonische Recht. Da dieses für Juden nicht galt, wurden diese, auch weil sie die meisten anderen Berufe nicht ausüben durften, zu den ersten gewerblichen Geldverleihern des Mittelalters. Die weltliche Obrigkeit unterstützte sie dabei, weil sie auf Kredite angewiesen war, und erließ auf der anderen Seite Gesetze gegen den „Judenwucher“. In den Reichspolizeiverordnungen von 1548 und 1577 wurde ein maximaler Zinssatz von 5 % festgelegt. Die Ausnahmeregeln wurden bald allgemein Gewohnheitsrecht. Durch die Reformation wurde diese Entwicklung weiter begünstigt. Während Martin Luther anfangs allenfalls ein „Nothwücherlein“ rechtfertigte, sprach sich Johannes Calvin für mäßige Zinsen aus. Für ihn galt Reichtum als Zeichen dafür, von Gott auserwählt zu sein, und er sah in der Mehrung des Reichtums daher kein Zeichen fehlender Barmherzigkeit.
Führende Rechtsexperten des 16. und 17. Jahrhunderts wie Hugo Grotius und Claudius Salmasius sprachen sich für die Einnahme von Zinsen aus. 1654 wurde auf dem Reichsabschied dann ein für jedermann geltendes Zinsmaximum von 5 % festgelegt. Damit war ein neuer Wucherstandard geschaffen worden. Wucher war alles über dem festgelegten Zinsstandard. Der feste Zinssatz entsprach dem absolutistischen Herrschaftsprinzip der Zeit, in welcher sämtliche Macht vom Oberhaupt ausgeübt wurde und gleichzeitig der Staat regulierend in alle Lebensbereiche eingriff. Ab Mitte des 18. Jahrhunderts wurde dieses System kritisiert, und angeregt durch Schriften von David Hume und Anne Robert Jacques Turgot wurden flexible Zinssätze gefordert, welche sich an den wirtschaftlichen Gegebenheiten orientieren. Viel beachtet wurde Jeremy Benthams These, der sich gegen Wuchergesetze aussprach, da es bei anderen Verträgen (zum Beispiel Kaufverträgen) auch nicht verboten sei, sein Gegenüber zu übervorteilen. Er forderte aber nicht, diese Gesetzeslücke zu schließen, sondern wollte stattdessen auch die Zinsen freigeben. Praktische Auswirkungen hatte, dass zu der Zeit nur in Österreich die Wuchergesetze aufgehoben wurden, während in allen anderen Ländern konservative Kräfte dies verhinderten.
Erst nach der Französischen Revolution und mit der beginnenden Industrialisierung und den sich ausbreitenden Ideen des Wirtschaftsliberalismus wurden im gesamten Europa und in fast allen deutschen Ländern die gesetzlichen Zinsschranken aufgehoben. Eine Ausnahme bildete Preußen, wo die Beschränkungen erst 1867 auf Initiative von Eduard Lasker außer Kraft gesetzt wurde, nachdem schon vorher der Norddeutsche Bund alle Zinsbeschränkungen aufgehoben hatte. Vollständig endete die strafrechtliche Verfolgbarkeit von Zinsüberschreitungen 1871 mit dem Reichsstrafgesetzbuch, welches nur noch die Ausbeutung von Leichtsinn und der Unerfahrenheit von Minderjährigen verbot.
Vor den Folgen dieses Gesetzes war vielfach gewarnt worden, wobei sich die Kritiker durch die spätere Entwicklung bestätigt fühlen konnten. Anstelle eines sich selbst regulierenden Marktes kam es in den nächsten Jahren zur rücksichtslosen Ausbeutung wirtschaftlich und gesellschaftlich Schwächerer, wo Überschuldungen und Zwangsvollstreckungen bald allgegenwärtig zur Tagesordnung gehörten. Besonders betroffen waren Bauern, welche oft die entsprechenden Verträge weder lesen noch verstehen konnten, mit denen sie nach Jahren mit witterungsbedingt schlechten Ernten übervorteilt wurden, nachdem sie Geld geliehen hatten, um ihre Familie zu ernähren. Ab 1879 wurden in Bayern, Hessen und Preußen neue Wuchergesetze diskutiert. Am 24. Mai 1880 wurde dann vom Reichstag das Gesetz beschlossen. § 302a des Strafgesetzbuchs legte fest, dass Ausbeutung von Notlagen außerhalb des gesetzlichen Rahmens mit Gefängnisstrafen bis zu sechs Monaten oder Geldstrafen geahndet werden kann. In den folgenden Jahren sank die Zahl der Verurteilten von 98 im Jahr 1882 auf 37 1885. In der Realität kamen aber nur die wenigsten Fälle vor den Richter, da sich bald vielfältige Umgehungsmöglichkeiten zeigten und auch weil die meisten Schuldner Angst hatten, überhaupt ein Gericht anzurufen und damit sozial bloßgestellt zu werden. Der Wucherbegriff war im Rechtsalltag zu eng gefasst. Er bezog sich nur auf direkt durch Darlehen erzielte Vorteile, so dass Kaufverträge auf Raten nicht mit erfasst wurden. Auch taten sich die Richter schwer, den Rahmen des im Gesetz genannten „auffälligen Missverhältnisses“ festzulegen. Dazu fehlten ihnen die volkswirtschaftlichen Kenntnisse – und auch der Wille, sich solche anzueignen.

### Antisemitismus

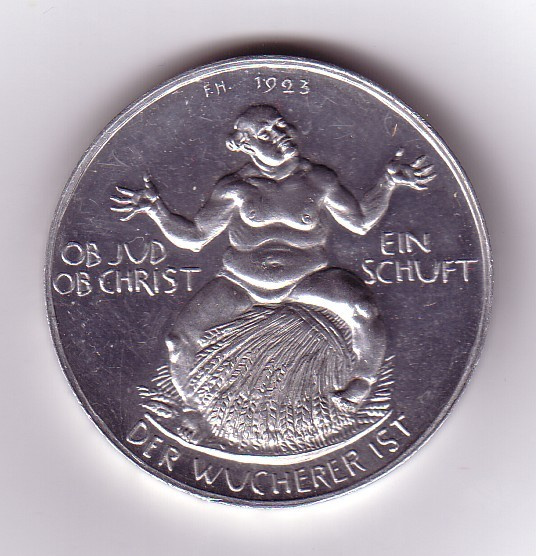
Wuchermedaille 1923 von Friedrich Wilhelm Hörnlein, am oberen Rand signiert: F. H. 1923, geprägt in der Münzstätte Muldenhütten, Aufschrift: „Ob Jud / Ob Christ / Ein Schuft / Der Wucherer ist“

Da Juden im Mittelalter Landbesitz und die Mitgliedschaft in Zünften verschlossen war, wurden sie in die Tätigkeitsfelder Handel und Bankwesen gedrängt. Damit wurde der Wucher der Geldjuden zu einem Stereotyp des Antisemitismus. Als Belege für den angeblich typisch jüdischen Wucher wurde Judas Iskariot angeführt, der Jesus Christus für dreißig Silberlinge verraten haben soll, später Shylock in William Shakespeares Kaufmann von Venedig oder die Familie Rothschild. 1858 schrieb der französische Frühsozialist Pierre-Joseph Proudhon den Juden einen „merkantilen und wucherischen Parasitismus“ zu. Noch in den Protokollen der Weisen von Zion, einer 1903 entstandenen Fälschung, die eine angeblich jüdische Weltverschwörung belegen soll, wird der Wucher als ein zentrales Mittel zur Unterwerfung der Christen unter jüdische Herrschaft genannt. Die Nationalsozialisten griffen dieses Stereotyp auf und verwendeten es als Rechtfertigung ihrer mörderischen Politik: Bereits im 25-Punkte-Programm der NSDAP von 1920 wurde die Todesstrafe für Wucherer und Schieber gefordert, worunter in erster Linie Juden verstanden wurden. Adolf Hitler kam in seiner Programmschrift Mein Kampf von 1924/25 wiederholt auf den angeblich jüdischen Wucher zurück. So behauptete er fälschlich, die Juden hätten die Zinsleihe in Deutschland überhaupt erst eingeführt, und rechtfertigte damit die mittelalterlichen Judenpogrome:

„Seine Wucherzinsen erregen endlich Widerstand, seine zunehmende sonstige Frechheit aber Empörung, sein Reichtum Neid. […] Seine blutsaugerische Tyrannei wird so groß. dass es zu Ausschreitungen gegen ihn kommt. Man beginnt sich den Fremden immer näher anzusehen und entdeckt immer neue abstoßende Züge und Wesensarten an ihm, bis die Kluft unüberbrückbar wird. In Zeiten bitterster Not bricht endlich die Wut gegen ihn aus, und die ausgeplünderten und zugrunde gerichteten Massen greifen zur Selbsthilfe, um sich der Gottesgeißel zu erwehren. Sie haben ihn im Laufe einiger Jahrhunderte kennengelernt und empfinden schon sein bloßes Dasein als gleiche Not wie die Pest.“

Der amerikanische Dichter Ezra Pound polemisierte in mehreren seiner 1937 erschienenen Cantos gegen Usura (lateinisch für Wucher), die er als „Krebsschaden der Welt“ ansah und als typisch jüdisch beschrieb. Die jüdische Hochfinanz würde Kriege auslösen, die Pressefreiheit einschränken und die universitäre Lehre beeinflussen, wogegen nur ein starker Staat, wie er ihn im faschistischen Italien des von ihm bewunderten Benito Mussolini erkannte, etwas ausrichten könne.

## Rechtslage

### Deutschland

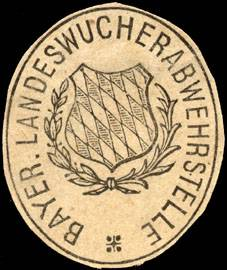
Siegelmarke Bayerische Landeswucherabwehrstelle

#### Zivilrecht
In Deutschland ist Wucher in § 138 Abs. 2 BGB geregelt. Nichtig ist demnach ein zweiseitiges Rechtsgeschäft,
durch das jemand unter Ausbeutung der Zwangslage, der Unerfahrenheit, des Mangels an Urteilsvermögen oder der erheblichen Willensschwäche eines anderen sich oder einem Dritten für eine Leistung Vermögensvorteile versprechen oder gewähren lässt, die in einem auffälligen Missverhältnis zu der Leistung stehen.
Es handelt sich also um eine rechtshindernde Einwendung, das Rechtsgeschäft muss nach Bereicherungsrecht rückabgewickelt werden. Nichtig ist auch das dingliche Erfüllungsgeschäft, weil das Gesetz nicht nur das Versprechen, sondern auch das Gewähren erwähnt. Allerdings bleibt das Erfüllungsgeschäft des Wucherers selbst wirksam (siehe Wortlaut „... oder gewähren lässt“).
Die engen gesetzlichen Grenzen des Wuchers werden dadurch überbrückt, dass bei wucherähnlichen Rechtsgeschäften stattdessen § 138 Abs. 1 BGB (Sittenwidrigkeit) mit gleicher Rechtsfolge eingreift.

#### Voraussetzungen
Damit Wucher vorliegt und das Rechtsgeschäft unwirksam ist, müssen objektive und subjektive Elemente vorliegen.
Auf objektiver Seite müssen Leistung und Gegenleistung in einem „auffälligen Missverhältnis“ zueinander stehen. Ob diese Bedingung erfüllt ist, ist einer umfassenden Würdigung des Einzelfalls zu entnehmen. Ein solches Missverhältnis liegt aber meist vor, wenn der Wert der Gegenleistung den der Leistung um das Doppelte übersteigt. Es ist der Marktwert bei Abschluss des Rechtsgeschäfts zugrunde zu legen.
Hinzukommen muss aber eine besondere Motivation des Bewuchernden, nämlich das „Ausbeuten“ als bewusstes Ausnutzen der gegebenen schlechten Situation des Bewucherten; es ist Vorsatz erforderlich. Eine Zwangslage liegt vor, wenn dem Opfer des Wuchergeschäfts das Eingehen dieses Geschäfts als das kleinere Übel erscheint. (Beispiel: Um die drohende Zwangsversteigerung seines Hauses zu vermeiden, nimmt jemand bei einer Privatperson einen Kredit auf, der mit 20 Prozent pro Monat verzinslich ist.) Unerfahrenheit ist ein Mangel an Lebens- oder Geschäftserfahrung. (Beispiel: Ein Einwanderer lässt sich darauf ein, für eine kleine Einzimmerwohnung 2.000 € pro Monat zu bezahlen, weil er mit den Preisen nicht vertraut ist.)
Ein Mangel an Urteilsvermögen besteht, wenn jemandem in erheblichem Maße die Fähigkeit fehlt, sich bei rechtsgeschäftlichem Handeln von vernünftigen Beweggründen leiten zu lassen oder das Äquivalenzverhältnis der beiderseitigen Leistungen richtig zu bewerten. (Beispiel: Mit einer Person geringer Intelligenz wird ein für sie eindeutig nachteiliger komplizierter Versicherungsvertrag geschlossen.)
Unter erheblicher Willensschwäche ist eine verminderte Widerstandsfähigkeit zu verstehen (zum Beispiel: Abhängigkeitskrankheit, wie z. B. Alkoholismus).

#### Strafrecht
Wucher ist in Deutschland für bestimmte Fälle auch unter Strafe gestellt. § 291 StGB sieht für das Vergehen des Wuchers Geldstrafe oder Freiheitsstrafe bis zu drei Jahren vor, in besonders schweren Fällen Freiheitsstrafe von sechs Monaten bis zu zehn Jahren. Wucher ist ein Offizialdelikt.

### Österreich
In Österreich gibt es sowohl einen zivil- als auch einen strafrechtlichen Wuchertatbestand mit teilweise parallelen Formulierungen jedoch jeweils eigenen Rechtsfolgen. Sie unterscheiden sich insbesondere durch den Vorsatzgegenstand des Täters. Während für den zivilrechtlichen Tatbestand bereits (leichte) Fahrlässigkeit ausreichen kann, verlangt der strafrechtliche Wuchertatbestand (zumindest bedingten) Vorsatz.

#### Voraussetzung des zivilrechtlichen Tatbestands
In Österreich knüpfen sowohl zivil- als auch strafrechtliche Folgen an den Tatbestand des Wuchers an. Der zivilrechtliche Tatbestand des Wuchers ist in § 879 ABGB geregelt. Demzufolge sind Verträge nichtig
wenn jemand den Leichtsinn, die Zwangslage, Verstandesschwäche, Unerfahrenheit oder Gemütsaufregung eines anderen dadurch ausbeutet, daß er sich oder einem Dritten für eine Leistung eine Gegenleistung versprechen oder gewähren läßt, deren Vermögenswert zu dem Werte der Leistung in auffallendem Missverhältnisse steht.
Als objektives Tatbestandselement muss ein auffallendes Missverhältnis zwischen Leistung und Gegenleistung vorliegen. Das subjektive Kriterium des § 879 ABGB wird durch das Ausbeuten von Leichtsinn, Zwangslage, Verstandesschwäche, Unerfahrenheit oder Gemütsaufregung verwirklicht.
Nach der neueren Judikatur soll aber bereits leichte Fahrlässigkeit des Wucherers genügen.

#### Rechtsfolgen
Dem Telos des § 879 ABGB folgend, soll sich nur der geschützte Teil auf die Unwirksamkeit des Vertrages berufen können. Es handelt sich also um einen Fall geltend zu machender Nichtigkeit oder auch relativer Nichtigkeit. Folglich kann sich daher nur der Bewucherte, niemals der Wucherer auf das Vorliegen des Wuchertatbestands berufen.
Der strafrechtliche Wuchertatbestand
Wucher ist auch in Österreich für bestimmte Fälle unter Strafe gestellt. §§ 154 und 155 StGB sehen für das Vergehen des Geldwuchers bzw. das Vergehen des Sachwuchers eine Freiheitsstrafe bis zu drei Jahren vor, in besonders schweren Fällen (z. B. bei Vorliegen von Gewerbsmäßigkeit im Sinne des § 70 StGB) eine Freiheitsstrafe von sechs Monaten bis zu fünf Jahren. Wucher ist ein Offizialdelikt.

### Schweiz
Gemäß Art. 21 OR kann eine Partei innerhalb eines Jahres von einem Vertrag zurücktreten, der ein offenbares Missverhältnis zwischen Leistung und Gegenleistung beinhaltet. Dies ist jedoch nur dann möglich, wenn die Gegenpartei den Vertragsabschluss zusätzlich zum offenbaren Missverhältnis durch Ausbeutung der Notlage, der Unerfahrenheit oder des Leichtsinns des anderen herbeigeführt hat.
Art. 157 StGB stellt genau dieses Verhalten zusätzlich unter Strafe. Das Gesetz droht mit einer Geldstrafe oder einer Freiheitsstrafe von fünf Jahren; falls die wucherische Benachteiligung gewerbsmäßig ausgeübt wurde, gar mit bis zu zehn Jahren.
Zinswucher wird im Bundesgesetz über den Konsumkredit (SR 221.214.1) bezogen auf Konsumkredite oder Leasingverträge gesondert geregelt. Ebenfalls werden für Überziehungskredite höhere maximale Jahreszinsen vorgegeben. In der zugehörigen Verordnung (SR 221.214.11) hat der Bundesrat den maximalen Jahreszins anhand des SARON festgelegt. Der maximale Jahreszins ergibt sich aus dem über drei Monate aufgezinste SARON (SAR3MC) plus einem Zuschlag von 10 Prozentpunkten, jedoch ist er immer bei einem Minimum von 10 Prozentpunkten. Für Überziehungskredite gilt SAR3MC plus 12 Prozentpunkten, mit einem Minimum von 12 Prozentpunkten.